# Pamela Jelimo
Pamela Jelimo, kenijska atletinja, * 5. december 1989, Nandi, Kenija.
Nastopila je na olimpijskih igrah v letih 2008 in 2012 ter osvojila naslov olimpijske prvakinje v teku na 800 m leta 2008 in bronasto medaljo leta 2012. 